# Рамнику де Жос (Констанца)
Рамнику де Жос (рум. Râmnicu de Jos) насеље је у Румунији у округу Констанца у општини Кођалак. Oпштина се налази на надморској висини од 106 m.

## Становништво
Према подацима из 2002. године у насељу је живело 710 становника, од којих су сви румунске националности.